# Михаил VII Дука
Михаи́л VII Ду́ка (греч. Μιχαήλ Ζ΄ Δούκας; 1050, Константинополь — ок. 1090, Константинополь), по прозванию «Парапина́к», — византийский император (1071—1078), последний представитель династии Дук на константинопольском престоле, во время правления которого значительной частью византийской Анатолии овладели турки-сельджуки.

## Биография
Сын Константина X и Евдокии Макремволитиссы. В годы малолетства носил титул императора вместе с братьями Андроником и Константином. Воспитанием его заведовал учёный историк Михаил Пселл. Коронован был в 20 лет, сразу после разгрома императорской армии при Манцикерте, в ходе которого попал в плен его отчим-соправитель Роман IV Диоген.
Освободившийся из плена и пытавшийся вернуть престол Роман Диоген вынужден был отказаться от престола и обещал постричься, за что получил гарантию личной безопасности; тем не менее, его ослепили, но он получил при этом много ран и вскоре умер.
Михаил VII посвящал своё время изучению риторики и писанию стихов, управление же находилось в руках его советников, сначала кесаря Иоанна Дуки и Михаила Пселла, а затем евнуха Никифорицы, влиянию которых он вполне подчинялся.
В столице случился голод, который принял такие колоссальные масштабы, что в городе тогда нередко можно было увидеть лежащие трупы. Происходило обесценивание денег, уменьшение золота в монетах. Поскольку на номисму можно было купить только пинакий (четверть медимна) хлеба, а не целый медимн, как раньше, то император получил прозвище — Парапинак.
На территории империи стали появляться новые государства и узурпаторы, Византия представляла собой Рим при Галлиене. Жупаны хорватский и зетский получили царские венцы от римского папы. Некий Татуш организовал печенежское княжество на Дунае. На востоке наместник Эдессы Филарет Вахамий отложился от империи, и собрав армию, не дожидаясь помощи центра, стал отбиваться от турок. В 1072-1073 гг. прокатились мятежи в Болгарии, Катепан Дристры Нестор, посланный на подавление мятежа, возмутился сам, требуя низложения Никифорицы. Затем в Малой Азии того же потребовали командир наемников Руссель и присоединившийся к последнему кесарь Дука. Турки помогли императору против претендента на престол Иоанна Дуки, но получили за это часть Малой Азии.
К 1077 году турки заняли большую часть Малой Азии и на захваченных территориях основали Румский султанат. Печенеги жгли окрестности столицы, а папа Григорий VII призывал прийти на помощь Византии.
Новое восстание поднял Никифор Вриенний Старший, который был провозглашен императором и в 1077 году вступил в Адрианополь, а его брат Иоанн подошёл к самому Константинополю, но должен был отступить.

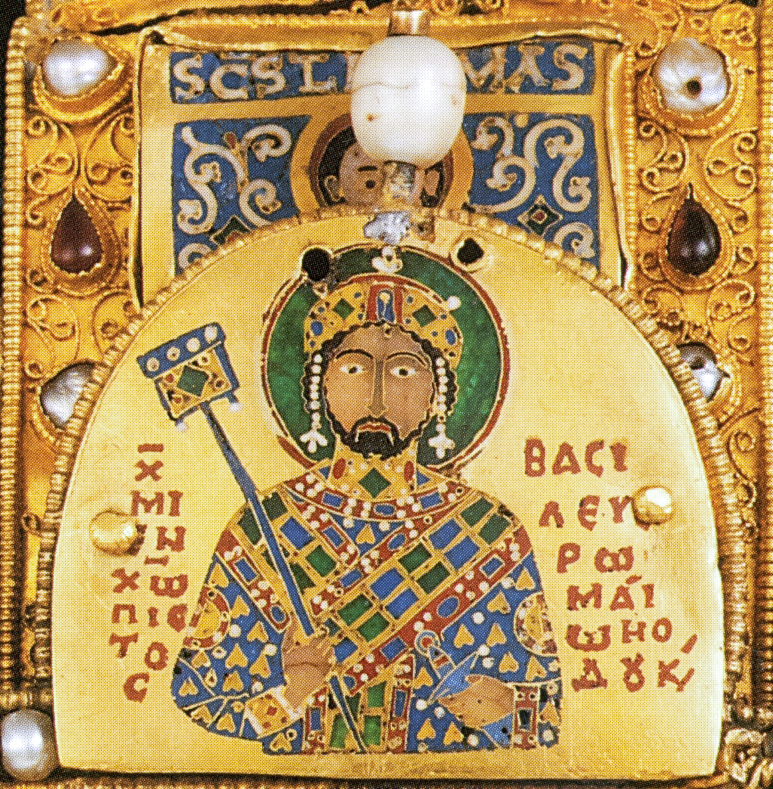
Михаил VII Дука на Святой короне Венгрии

Пока дела Никифора Вриенния принимали неблагоприятный для него оборот, Михаилу приходилось считаться с другим мятежом, возникшим на востоке; там императором был провозглашен Никифор Вотаниат. На его стороне была сильная партия и в столице, состоявшая из недовольных отнятием церковных имуществ духовных и многих знатных светских лиц. Никифору сочувствовала, по-видимому, даже часть родни Михаила.
В марте 1078 года Никифор Вотаниат подступил к Никее, а 25 числа этого месяца многие духовные лица и сенаторы провозгласили его в Константинополе императором. 31 марта мятежники заняли дворец; Михаила насильно постригли в монахи и отправили в Студийский монастырь, где он некоторое время спустя был рукоположён в эфесские митрополиты.
Его бывшая жена, грузинская царевна Мария, вскоре сочеталась браком с Вотаниатом, а сын Константин сохранял статус престолонаследника до 1087 года.

## Семья
Супругой Михаила стала дочь грузинского царя Баграта IV Мария, от которой у него был единственный сын.
- Константин Дука (1074—1095) — был соправителем своего отца и его преемников — Никифора Вотаниата и Алексея Комнина. Его женой должна была стать Анна Комнина, но он умер в 1095 году.